# Juan Arbeláez
Pour les articles homonymes, voir Arbelaez.
Juan Mario Arbeláez Guarín, connu en France comme Juan Arbelaez, né le 18 janvier 1988 à Bogota,, est un chef cuisinier colombien établi en France. Candidat de Top Chef sur M6 en 2012, il devient animateur et chroniqueur à la télévision française, ayant notamment exercé sur TF1, France 2, Eurosport et dans Quotidien sur TMC. Il est également sociétaire des Grosses Têtes depuis 2023.

## Biographie

### Famille
Né d'un père avocat et d'une mère cantinière dans des écoles, Juan Arbeláez est l'aîné d'une famille de trois enfants.

### Études et débuts
Juan Arbeláez fait ses études au lycée français Louis-Pasteur à Bogota jusqu'en sixième et obtient son baccalauréat à l’école Gimnasio Moderno en 2006. Il poursuit des études en administration et gestion à l'université des Andes (en espagnol : Universidad de los Andes).
Il part pour la France à l'âge de 18 ans pour devenir cuisinier et entre au sein de l'école Le Cordon Bleu à Paris en 2007. Deux ans plus tard, il rejoint les équipes de cuisine du chef Pierre Gagnaire au restaurant 3 étoiles, rue Balzac. Il y restera un an en tant que stagiaire et commis de cuisine. Il continue son parcours au sein des cuisines de l'hôtel George-V sous la direction d'Éric Briffard pendant deux ans. En 2011, il rejoint la brigade de cuisine de l'hôtel Le Bristol à Paris pour découvrir la cuisine d'Éric Frechon,.

### Carrière
En 2012, Juan Arbeláez participe comme candidat à la troisième saison de l'émission Top Chef sur M6 où il est éliminé lors du 4e épisode. Il devient chef de cuisine du restaurant l'Acajou dans le 16e arrondissement de Paris.
En 2013, Arbeláez ouvre son premier restaurant, Plantxa à Boulogne-Billancourt où il reste pendant 3 ans puis est appelé par l'hôtel Marignan Champs-Élysées pour créer le restaurant Nube et en devenir le chef exécutif,. En parallèle, il s'associe avec Mauricio Zillo et ouvre le restaurant A Mere dans le 10e arrondissement de Paris puis il crée un concept autour du pain et du vin appelé « Levain » à Boulogne-Billancourt.
En 2014, Arbeláez participe au livre Plateaux - Télé en séries aux éditions Le Contrepoint avec les auteurs Audrey Vacher, Stéphane Bahic et Stéphane Déjantes. La recette de Juan Arbelaez, est sur la série télévisée Dexter.
En 2016, Arbeláez participe à Taste of Paris avec son restaurant Plantxa. Il y participera également en 2017 avec son restaurant Nube.
De 2015 à 2016, Arbeláez est chroniqueur « cuisine » pendant un an dans le magazine Comment ça va bien ! présenté par Stéphane Bern sur France 2 après avoir été invité plusieurs fois dans l'émission Dans la peau d'un chef de Christophe Michalak sur la même chaîne.
Juan Arbeláez est également chroniqueur dans l'émission consacrée à la forme et au sport Demain je m'y mets présentée par Géraldine Pons et Nicolas Deuil sur Eurosport 2. Il y présente la rubrique « cuisine forme » tout comme le chef Julien Duboué (candidat de Top Chef en 2014). Ils sont tous les deux les protagonistes de l'émission Cuisine impossible sur TF1, diffusée en avril 2019 puis à partir d'août 2020, dans laquelle ils se lancent des défis culinaires dans différentes parties du monde.
En décembre 2019, Arbeláez seconde Valérie Damidot à l'animation de l'émission Mon plus beau Noël diffusée en fin d'après-midi sur TF1 puis transférée sur TFX en 2021. Il y commente les prestations des candidats et donne des conseils "cuisine".
En septembre 2020, il devient chroniqueur cuisine pour l'émission Quotidien sur TMC.
À partir du 28 septembre 2023, Arbeláez devient sociétaire de l'émission Les Grosses Têtes, animée par Laurent Ruquier sur RTL.
Avec sa société Eleni Group, qu'il a co-fondé avec Grégory et Pierre-Julien Chantzios en 2019, il développe rapidement plusieurs adresses de restaurants à forte identité et festifs qui rencontrent un succès immédiat (Plantxa, Babille, Bazurto Paris puis Tignes et Arbela). Son portefeuille en 2024 se constitue de 12 restaurants en propre et 4 sous contrats de gestion, essentiellement situés à Paris, avec un développement récent sur le territoire (Lille, Tignes, Rennes, Annecy). Eleni Group a développé une expertise en termes de gestion opérationnelle des exploitations, de créations de concepts à fort impact, incluant un accompagnement en communication et marketing. Eleni Group rassemble aujourd’hui plus de 200 collaborateurs,.

### Vie privée
À partir du 3 décembre 2015, il est en couple avec Laury Thilleman, avec qui il se marie le 21 décembre 2019 à Brest. Le couple annonce sa séparation le 17 mai 2022.

## Activités médiatiques

### Candidat / participant
- 2012 : Top Chef (saison 3) sur M6
- 2019 et 2021 : Le Grand Concours des animateurs sur TF1
- 2019 : Fort Boyard sur France 2
- 2019 : Boyard Land sur France 2
- 2023 : Snackmasters : trouveront-ils la recette secrète ? sur M6
- Depuis 2023 : Les Grosses Têtes sur RTL et Paris Première : sociétaire

### Animateur / chroniqueur
- 2014-2015 : Dans la peau d'un chef sur France 2 : chroniqueur
- 2015-2016 : Comment ça va bien sur France 2 : chroniqueur
- 2015-2016 : Demain je m'y mets sur Eurosport 2 : chroniqueur
- 2019-2021 : Cuisine impossible sur TF1 : animateur avec Julien Duboué
- 2019-2021 : Mon plus beau Noël sur TF1 puis TFX : animateur avec Valérie Damidot
- 2020-2021 : Quotidien sur TMC : chroniqueur
- 2022 : Tous des chefs sur TV7 : animateur
- 2023 : Objectif Top Chef sur M6

## Filmographie

### Clip
- 2021 : clip de la chanson Senza una donna de Claudio Capeo et Davide Esposito : apparition

### Doublage
- 2021 : Encanto : La Fantastique Famille Madrigal : Agustín Madrigal[20]

## Publications
- avec Audrey Vacher, Stéphane Bahic et Stéphane Déjantes, Plateaux-télé en séries : 15 séries cultes - 15 grands chefs, Paris, éditions Le Contrepoint, 20 novembre 2014, 76 p. (ISBN 978-2-37063-020-9).
- Recuerdame : Carnet de cuisine de Colombie, Paris, éditions First, 19 octobre 2023, 333 p.  (ISBN 241-208-5587).